# Interregional Championship
L'Interregional Championship è il secondo titolo per importanza difeso nella federazione Italian Championship Wrestling.

## Storia
Il titolo nasce nel 2002 come Northern ICW Championship e viene messo in palio il 14 dicembre in un torneo organizzato in occasione dello spettacolo Vae Victis vinto da Ulster che ne diviene il primo campione. 

Dopo quasi due anni, il 29 agosto 2004 e durante il regno di Kaio il titolo acquisisce la sua attuale denominazione (Interregional Championship).

## Albo d'oro
| Lottatore                 | Regni | Data              | Note |
| ------------------------- | ----- | ----------------- | --- |
| Ulster                    | 1     | 4 dicembre 2002   | Sconfiggendo Mr. Excellent nella finale del torneo di assegnazione. |
| Vacante                   |       |                   | |
| Mr. Excellent             | 1     | 24 agosto 2003    | Sconfiggendo Il Drago nella finale del torneo per la riassegnazione. |
| Il Drago                  | 1     | 29 febbraio 2004  | |
| Kaio                      | 1     | 7 agosto 2004     | |
| Pain                      | 1     | 13 novembre 2004  | |
| Puck                      | 1     | 30 gennaio 2005   | |
| Manuel Majoli             | 1     | 26 febbraio 2005  | |
| Mr. Excellent             | 2     | 22 maggio 2005    | |
| Psycho Mike               | 1     | 23 settembre 2005 | |
| Corvo Bianco              | 1     | 8 gennaio 2006    | In un Triple threat match che includeva anche Crazy G. |
| Andres Diamond            | 1     | 8 aprile 2006     | |
| Mr. Excellent             | 3     | 1º giugno 2006    | |
| Manuel Majoli             | 2     | 2 ottobre 2006    | |
| Kobra                     | 1     | 21 gennaio 2007   | In un Triple threat match che includeva anche "Il Giovane Leone" Mariel. |
| Lupo                      | 1     | 6 maggio 2007     | |
| Agente Massimo Panico     | 1     | 22 dicembre 2007  | |
| Lupo                      | 2     | 29 marzo 2008     | |
| Andres Diamond            | 2     | 9 maggio 2008     | |
| Il Drago                  | 2     | 15 giugno 2008    | |
| Charlie Kid               | 1     | 15 dicembre 2008  | |
| Vacante                   |       |                   | Vacante in seguito all'infortunio di Charlie Kid. |
| Andres Diamond            | 3     | 8 marzo 2009      | Sconfiggendo Manuel Majoli per la riassegnazione della cintura. |
| Charlie Kid               | 2     | 6 giugno 2009     | |
| Kobra                     | 2     | 7 novembre 2009   | |
| "Il Giovane Leone" Mariel | 1     | 10 aprile 2010    | |
| Shock                     | 1     | 16 aprile 2011    | In un Fatal four-way match che includeva anche Bad Bones, Mariel e OGM. |
| OGM                       | 1     | 12 novembre 2011  | |
| Lupo                      | 4     | 8 luglio 2012     | |
| Goran il Barbaro          | 1     | 24 agosto 2012    | |
| Vacante                   |       |                   | A seguito di un doppio schienamento contemporaneo in un match tra Goran il Barbaro e Red Devil |
| Goran il Barbaro          | 2     | 16 febbraio 2013  | Sconfiggendo Red Devil per la riassegnazione della cintura |
| Andy Manero               | 1     | 23 novembre 2013  | |
| Vacante                   |       |                   | A seguito di una frattura al malleolo di Andy Manero |
| Tempesta                  | 1     | 21 giugno 2014    | Sconfiggendo Sam Adonis nella finale del torneo per la riassegnazione |
| Rafael                    | 1     | 19 luglio 2014    | |
| Alessandro Corleone       | 1     | 16 maggio 2015    | |
| Nick Lenders              | 1     | 10 settembre 2016 | |
| Mirko Mori                | 1     | 4 marzo 2017      | |
| Vacante                   | 1     | 4 marzo 2017      | Vacante in seguito all'infortunio di Mirko Mori. |
| Nick Lenders              | 2     | 5 marzo 2017      | sconfiggendo David Silas per la riassegnazione della cintura |
| Miroslav Mijatovic        | 1     | 30 luglio 2017    | viene dichiarato d’ufficio Campione Interregionale dal Direttore Generale Kobra, dopo l’infortunio alla spalla destra riportato dal Campione NICK LENDERS durante il loro match quella sera stessa.                                          |
| Nemesi                    | 1     | 7 aprile 2018     | |
| Psycho Mike               | 1     | 29 settembre 2018 | |
| Vacante                   |       | 16 marzo 2019     | Titolo dichiarato vacante per l’impossibilità di Psycho Mike di continuare a difenderlo per via dell’infortunio riportato durante la difesa del 17.02.2019                                                                                   |
| Taurus                    | 1     | 13 aprile 2019    | Battendo Sonny Vegas nela finale del torneo per la riassegnazione del titolo |
| Paxxo                     | 1     | 14 settembre 2019 | |
| Rick Barbabionda          | 1     | 21 dicembre 2019  | In un match pentagonale che comprendeva Sonny Vegas, Gabriel Bach ed El Gringo |
| Doblone                   | 2     | 12 settembre 2020 | In un match Titolo vs Carriera |
| Gabriel Bach              | 1     | 18 settembre 2021 | |
| Doblone                   | 2     | 25 settembre 2021 | In un match quadrangolare che comprendeva Nico Narciso e Pasquale O'Malamente |
| Vacante                   |       | 18 dicembre 2021  | GABRIEL BACH ed EMANUEL EL GRINGO schienano contemporaneamente Doblone in un Match Quadrangolare comprendente anche Charlie Kid. Nell’impossibilità di assegnare il Titolo all’uno o all’altro, il Campione Interregionale resta da definire |
| Gabriel Bach              | 2     | 19 marzo 2022     | |
| Tony Callaghan            | 1     | 19 novembre 2022  | Tables Match |